# Härjedalen
Härjedalen (norsk: Herjedalen) er en historisk provins (landskap) i Norrland i det centrale Sverige. Amt (län): Jämtlands län. Kommuncenter (i Härjedalens kommun) er Sveg.
Härjedalen var en del af Trondheim len indtil det blev overgivet til Sverige ved Freden i Brömsebro 13. august 1645.

## Landskabssymboler[1]
Härjedalens våben viser en ambolt mellem en tang og to hammere, landskabsdyr er den brune bjørn, Ursus arctos, og landskabsblomst er vår-kobjælde, Pulsatilla vernalis, eller fjeldviol, Viola biflora.
Andre symboler er:
- Landskabsfugl: Kongeørn, Aquila chrysaetos
- Landskabssvamp: Birke-skørhat, Russula claroflava
- Landskabssten: Øjegnejs
- Landskabsfisk: Stalling, Thymallus thymallus
- Landskabsmos: Ulvefod-flerfligmos, Barbilophozia lycopodioides
- Landskabsinsekt: Fjeldblåfugl, Albulina orbitulus
- Landskabsæblesort: Rött kaneläpple
- Landskabsgrundstof: Palladium (Pd)